# Prophet-Jona-Moschee

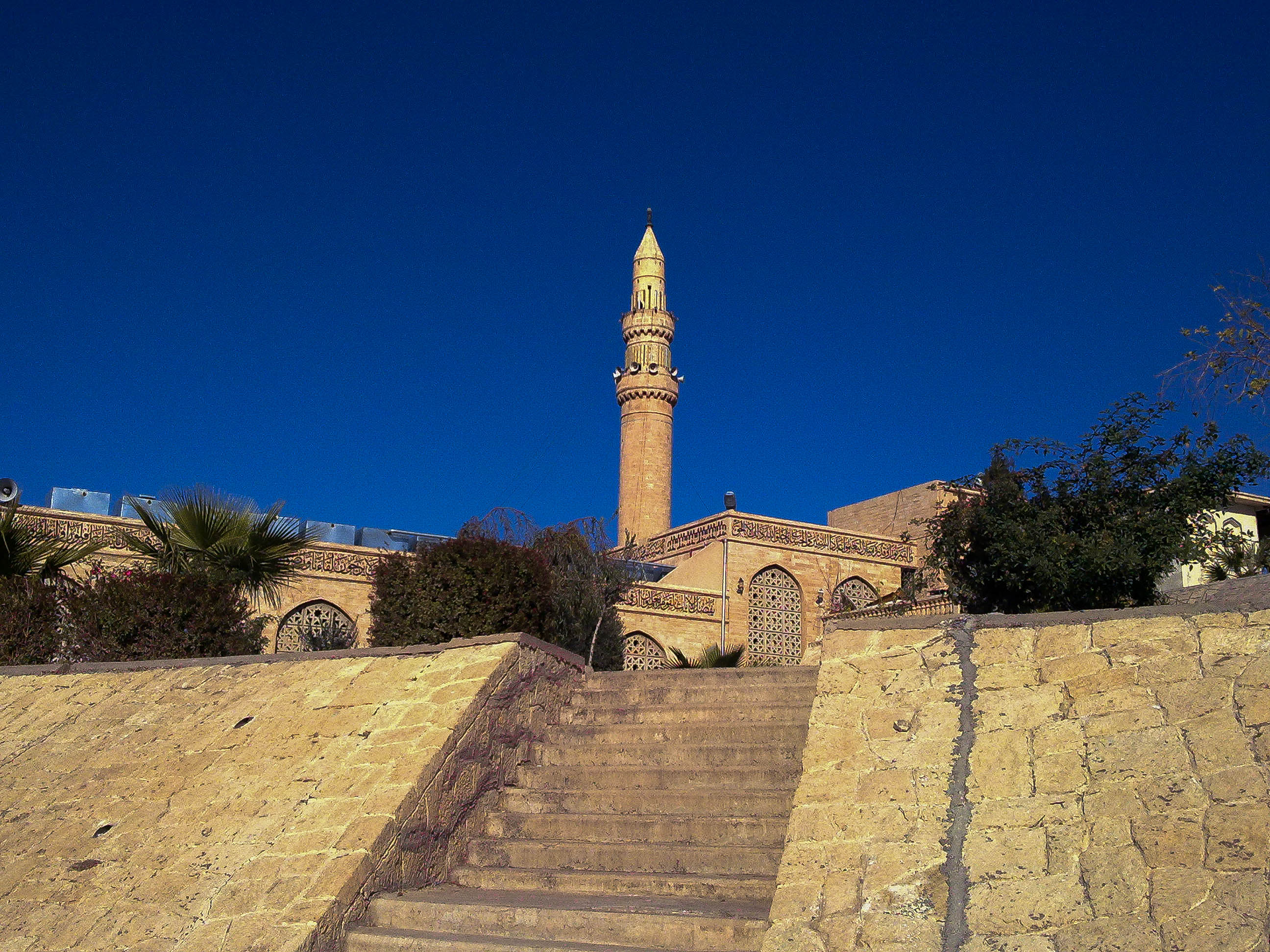
Außenansicht der unzerstörten Prophet-Jonas-Moschee, 1999

Die Moschee des Propheten Jona, kurz Jonamoschee (arabisch جامع النبي يونس, DMG Ǧāmiʿ an-Nabī Yūnus), war eine in eine Moschee umgewidmete antike nestorianische Kirche, die im Jahr 2014 von der Terrororganisation Islamischer Staat zerstört wurde. Sie befand sich im Osten der Stadt Mossul.

## Geschichte und Beschreibung

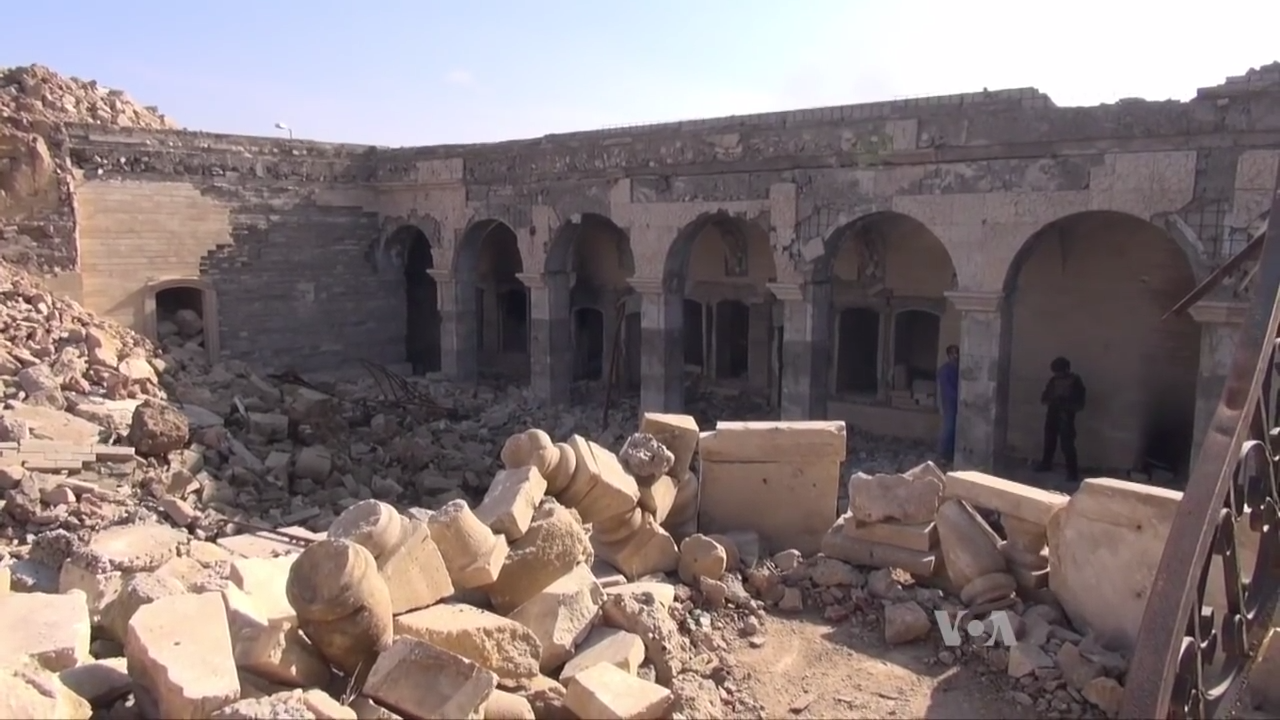
Die zerstörte Prophet-Jonas-Moschee, 2017

Gemäß der Überlieferung wurde der biblische Prophet Jona an diesem Ort begraben. Es war das ostsyrische Kloster von Mār Yōnān. Zuvor hatte der assyrische König Asarhaddon an dieser Stelle einen Palast errichtet, wovon die Reliefs und Eingravierungen im Tunnelsystem unterhalb des Baus zeugen. Als der Timuriden-Herrscher Timur Leng die Stätte 1393 besuchte, war das ehemalige Kloster bereits eine Moschee. In der Mitte des Gebäudes befand sich ein Grab, das mit seidenen und silbernen Perserteppichen bedeckt war. Auch ein Walzahn wurde hier als Anspielung auf die koranische Geschichte des Propheten Yunus aufbewahrt.
Unter dem irakischen Präsidenten Saddam Hussein wurde die Jonasmoschee wiederaufgebaut. Im Juli 2014 wurde die Jonasmoschee von der Terrororganisation Islamischer Staat, die die Stadt Mossul zuvor eingenommen hatte, gesprengt, nachdem sie das Grab von Jonas geplündert hatte.
Im Innern des Tunnelsystems unter der Moschee stießen Archäologen der Universität Heidelberg auf einen einst etwa 55 Meter langen Thronsaal samt einem Podest, auf dem der assyrische Herrscher Asarhaddon Besucher empfing. Es sei der bislang größte Thronsaal des Assyrischen Reiches, erklärt Peter A. Miglus.

## Dokumentarfilme
- Die verlorenen Schätze Ninives. (Alternativtitel: Jona und der Wal; Treasures Decoded – Jäger der verlorenen Schätze. Staffel 5, Folge 1). 45 Min. Ein Film von Robert Marsden. Kanada/Vereinigtes Königreich 2018.[3]